# Propallene magnicollis
Propallene magnicollis là một loài nhện biển trong họ Callipallenidae. Loài này thuộc chi Propallene. Propallene magnicollis được miêu tả khoa học năm 1951 bởi Stock.